# Louis Bouwmeester

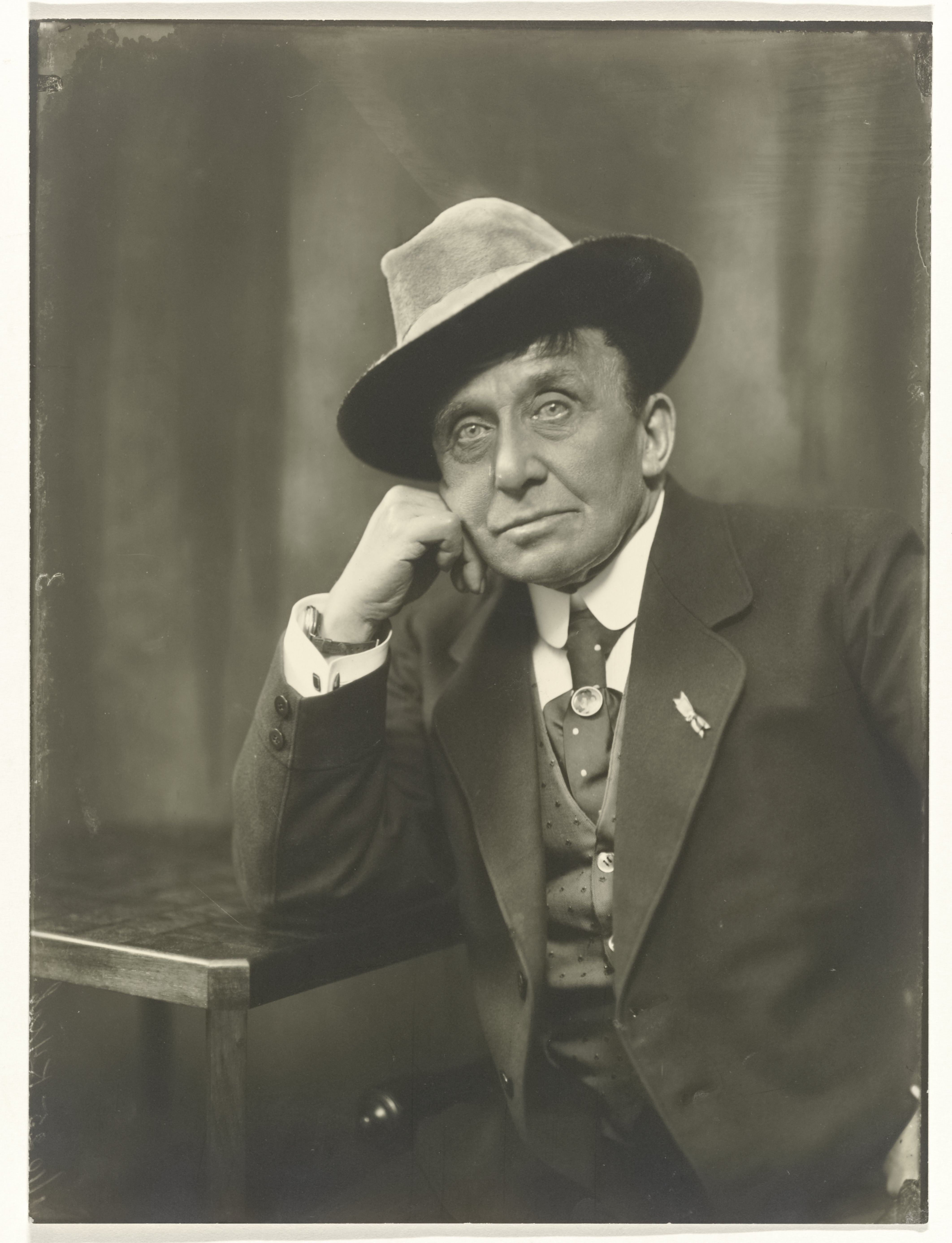
Louis Bouwmeester, 1913

Louis Frederik Johannes (Louis) Bouwmeester (* 5. September 1842 in Middelharnis; † 28. April 1925 in Amsterdam) war ein niederländischer Theater- und Filmschauspieler. Um ihn von seinem gleichnamigen Sohn zu unterscheiden, wird er oft mit dem Zusatz sr. genannt, während sein Sohn Louis Bouwmeester jr. geschrieben wird.
Bouwmeester ist vor allem durch seine Darstellungen in Werken William Shakespeares bekannt geworden. Von 1873 bis 1879 war er der Leiter des Salon des Variétés in Amsterdam. 1882 empfing er aus der Hand des Königs Willem III die goldene Medaille der Kunst und Wissenschaften. 1903 übernahm der die Leitung der Haarlemsch Tooneel.

## Biografie
Bouwmeester wurde in eine Künstlerfamilie hineingeboren. Seine Eltern waren die Schauspieler Louis Rosenveldt und Louise Bouwmeester, welche aber nicht miteinander verheiratet waren. Das ist auch der Grund, dass Bouwmeester den Namen seiner Mutter trug.
Ursprünglich wollte er zur See fahren, doch sein Vater brachte ihn dazu, doch noch die Bühne zu wählen. Seinen ersten Schauspielunterricht erhielt er auch gleich von ihm. Er debütierte am 19. Dezember 1861 im Alter von 19 Jahren mit der Kompanie Boas en Judels im Theater Salon des Variétés in Amsterdam. Seine mehr als sechzigjährige Karriere kann unterteilt werden in: Volkstheater, seine Zeit bei Het Nederlandsch Tooneel und als reisender Schauspieler, bzw. Regisseur.

### Volkstheater
Nachdem er 1886 den Salon des Variétés verlassen hatte, gründete er mit einigen Verwandten die Gruppe „Louis Bouwmeester & Co.“. Nach langem Umherreisen ließen sie sich in Rotterdam in der Nähe der Hoogstraat nieder, wo sie Stücke wie das Melodram The Beggar und schwere romantische Stücke wie De Armen van Parijs, De Voddenraapster van Parijs, De Bohemers van Parijs, De Goudzoeker und Pillen van de duivel aufführten. Als sein Vater, der ebenfalls Mitglied der Gesellschaft war, 1867 starb, blieb das Unternehmen noch bis 1872 bestehen.
Um 1873 kehrte Bouwmeester mit einigen seiner Truppe wieder zurück zu Boas en Judels.

### Het Nederlandsch Tooneel
1879 ging er ein Engagement bei der Vereeniging Het Nederlandsch Tooneel, einer drei Jahre zuvor gegründeten Theatergesellschaft in den Haag, ein. Sie hatte ihren Stammsitz in der Koninklijke Haagsche Schouwburg.
Hier spielte er zum ersten Mal den Shylock im Shakespeare-Stück Der Kaufmann von Venedig, eine Rolle, die er noch zweitausend Mal in seinem Leben spielen würde. Weitere Rollen in den 23 Jahren, die er bei dieser Theatergesellschaft verbrachte, waren u. a. in Stücken von Sophokles, Molière, Joost van den Vondel, Pieter Langendijk und Gerhart Hauptmann. Als es während der Spielsaison 1901/1902 finanzielle Probleme auftraten, kam es zu Spannungen mit der Theaterleitung und Bouwmeester zog sich aus dem Ensemble zurück.

### Reisender Schauspieler und Regisseur
Nach seinem Weggang aus Den Haag schloss er sich, nunmehr 60 Jahre alt, in Amsterdam der neu gegründeten Amsterdamsch Lyrisch Tooneel an. Aufgrund mangelnden Geschäftssinns löste sich die Truppe ein Jahr später wieder auf und Bouwmeester gründete 1903 in Haarlem mit finanzieller Hilfe von Geldverleihern die Theatergesellschaft „Haarlemsch Tooneel“. Sie hatte ihren Standort in der Haarlemsche Schouwburg, jedoch wurde sie aufgrund unzureichender Brandschutzvorkehrungen 1905 geschlossen. Die daraufhin genutzten Ausweichbühnen boten sprachen das Publikum wenig an und die Besucher blieben aus. Um finanziell auf den Beinen zu bleiben, ging Bouwmeester mit seinem Sohn Louis jr. und seiner Truppe auf Tournee nach Niederländisch-Indien. Als er und die Haarlemsch Tooneel dort gut ankamen, führte dies zu einer zweiten Tournee in der Saison 1907/1908 und einer dritten in der Saison 1909/1910.
Die dazwischen liegenden Spielzeiten verbrachte er in den Niederlanden mit Brüdern Van Lier im Grand Théâtre des Variétés in der Amstelstraat in Amsterdam (1907/1908) sowie Scheveningen und Zandvoort 1909. Nach seiner letzten Rückkehr aus Indien gründete er wieder eigene kleine Tourneegesellschaften und war von 1912 bis 1914 an der Theatergruppe des Dramatikers Herman Heijermans (1864–1924) beteiligt, welche u. a. in dem Grand Theater residierte.
1914 kehrte er zur Koninklijke Vereeniging Het Nederlandsch Tooneel zurück, vertrug sich aber nicht mit dessen Leiter Eduard Verkade.
Nach dem öffentlichen Bruch mit Verkade spielte er bis 1921 wieder mit Herman Heijermans. Anschließend gründete er wieder eine eigene Spielergruppe und zog mit ihr bis 1924 von Stadt zu Stadt. Seine letzten Auftritte waren „Vriend Fritz“ und „De Greep“ in einem Saal in Arnhem. Wenige Monate vor seinem Tod brach er im Alter von 82 Jahren zusammen.

## Auftritte im Ausland
In Belgien trat Bouwmeester regelmäßig auf, so in Brüssel, Antwerpen und Gent. Auch in Paris brachte er 1901 viele Male seinen Shylock auf die Bühne. Erstmals in Deutschland war er als Shylock am 25. Februar 1908 in Köln im Schauspielhaus in der Glockengasse zu sehen und 1911 in Berlin. In Wien trat er 1921, in London 1920 auf. Und anlässlich des Shakespeare Summer Festival am 3. August 1921 in Shakespeares Geburtsstadt Stratford-upon-Avon. Dort brachte er seinen Shylock in niederländischer Sprache vor, während seine Mitspieler englisch sprachen. Gleichwohl wurde die Vorstellung stürmisch beklatscht.

## Theater (Auswahl)
- Shylock (Paraderolle)
- Herodes
- König Ödipus (etwa 1896)
- Fuhrmann Henschel
- Den Rabbi in Vriend Frits
- Pancras Duif nach Heijermans Schakels (film)|Schakels
- Antolycus in Shakespeares Das Wintermärchen
- Henriot in De Bloemenverkoopster

## Film
Zwischen 1909 und 1924 wirkte er auch in einem dutzend Stummfilmen mit. Obwohl viele Theatergrößen es für unter ihrer Würde hielten in einem Film mitzuwirken, stellte Bouwmeester hingegen eine Ausnahme dar. Er spielte in Filmen mit, trat aber auch regelmäßig als eine Art Begleitprogramm mit verschiedenen kurzen, oft komödiantischen Nummern und Varieté-Acts auf den Kinobühnen auf.

## Filmografie
| Titel                                | Rolle                            | Regisseur          | Produzent                                                            | Premiere           |
| ------------------------------------ | -------------------------------- | ------------------ | -------------------------------------------------------------------- | ------------------ |
| De Greep                             | Jean-Marie Hardouin              | Léon Boedels       | Film-Fabriek F.A. Nöggerath                                          | 4. August 1909     |
| Het vervloekte geld / L’or qui brule | Verhoff                          | Alfred Machin      | Hollandsche Film (Amsterdam) und das Pathé Consortium Cinéma (Paris) | 2. Februar 1912    |
| Onschuldig veroordeeld               | Lucien                           | Léon Boedels       | Film-Fabriek F.A. Nöggerath                                          | 17. August 1912    |
| Koning Oedipus                       | Oedipus                          | unbekannt          | Film-Fabriek F.A. Nöggerath                                          | 7. September 1912  |
| Heilig recht oder Gebroken levens    | Arie van Galen                   | Louis H. Chrispijn | Filmfabriek-Hollandia                                                | 3. September 1914  |
| Fatum                                | Kobus Drost                      | Theo Frenkel       | Rembrandt Film                                                       | 14. Mai 1915       |
| Diamant                              | Mozes                            | Johan Gildemeijer  | Rembrandt Film                                                       | 25. Februar 1916   |
| Pro Domo                             | Graaf Louis de Prébois de Grancé | Theo Frenkel.      | Amsterdam Film Compagnie                                             | 20. September 1918 |
| De duivel in Amsterdam               | Van Rijn                         | Theo Frenkel       | Amsterdam Film Compagnie                                             | 21. März 1919      |
| Cirque hollandais                    | Hendrik/Willem van Dalen         | Theo Frenkel       | The Dutch Film Co.                                                   | 17. Oktober 1924   |

## Letzte Lebensjahre
Am 26. August 1923 wurde Bouwmeester Opfer eines Autounfalls. Er wurde in Amsterdam von einem PKW überrollt und brach sich dabei ein Bein und mehrere Rippen.
Zuletzt trat er am 26. Dezember 1924 in Arnheim auf. Anschließend bewilligten die Gemeinde Amsterdam und die Regierung dem 82-Jährigen eine jährliche Pension.
Louis Bouwmeester ist auf dem Zorgvlied-Friedhof in Amsterdam begraben. Zu Ende des 20. Jahrhunderts wurde die Baufälligkeit des Grabdenkmals festgestellt. Nach einem Spendenaufruf wurde das Grabmal vollständig erneuert.

## Louis d’Or
Nach ihm wurde der Theaterpreis Louis d’Or benannt, der seit 1955 an die herausragendste männliche Rolle eines Theaterjahres verliehen wird.

## Familie
Louis Bouwmeester war dreimal verheiratet. Seine Ehefrauen hießen Anna van Engers, Henriëtte van Engers und Jeike Jans de Boer.
Die Familie Bouwmeester war eine berühmte niederländische Theaterdynastie. Sein Großvater Frederikus Adrianus Rosenveldt (1796–1847) war bereits Schauspieler und gab das Talent weiter an seinen Vater Louis Rosenveld (1789–1867). Sein Sohn Louis Bouwmeester jr. (1885–1931) trat früh in seine Fußstapfen; auch seine Schwester Theo Mann-Bouwmeester (1850–1939) war eine berühmte Schauspielerin. Seine ebenfalls schauspielernde Tochter Tilly Perin-Bouwmeester (1893–1984) eröffnete 1947 in Amsterdam die noch heute bestehende Kleine Komedie. Sein Neffe Gottfried Hendrik Mann (1958–1904) war ein namhafter Musiker; ein weiterer Neffe war der Regisseur Theo Frenkel (1871–1956); eine Großnichte war die Schauspielerin Lily Bouwmeester (1901–1993). Auch viele weitere nahe Verwandte waren Künstler, darunter der Violinist Louis Bouwmeester (1882–1932), der Schauspieler Frits Bouwmeester sr. (1884–1906), der Schauspieler Frits Bouwmeester jr. (1885–1959), die Schauspielerin Marie Clermont (1860–1922), die Theateraktrice Louise Sandbergen (1887–1976) und die Pianistin Julie Marie Arpeau (1880–1953).